# Římský amfiteátr (Ammán)
Římský amfiteátr je jednou z historických staveb v jordánské metropoli Ammánu. Nachází se ve východní části centra města, hned vedle Hášimovského náměstí, na úpatí vrcholku Džabal al-Džoufá. Patří k navštěvovaným památkám města a je jednou z několika starověkých památek ve městě.

## Členění stavby
Kapacita stavby je zhruba 6000 diváků. Divadlo bylo orientováno směrem na sever tak, aby sluneční paprsky osvětlovaly především jeviště, a nikoliv návštěvníky. Zabírá celkem plochu 7600 m². Je považován za největší stavbu svého typu v Jordánsku, o několik set lidí jeho kapacita převyšuje obdobný amfiteátr v Džaraši. Hlediště je uspořádáno do 44 řad s kamennými lavicemi, které jsou rozděleny do třech částí. V dobách existence Římské říše byla spodní třetina určena významným osobnostem a horní dvě třetiny běžným návštěvníkům. Hlediště divadla je zasazeno do přírodního svahu. Jeho průměr činí 102 m.
Amfiteátr byl rozdělen na tři horizontální části (diazomata). Boční vchody byly umístěny v úrovni přízemí, jeden z nich vedl k orchestru a druhý k jevišti. Prostory, které se nacházely za vstupy, nyní slouží pro účely Jordánského muzea lidových tradic z jedné strany a pro folklorní muzeum ze strany druhé. Stavba za jevištěm se do moderní doby nedochovala úplná; jsou z ní zachovány nicméně určité části a některé sloupy. Byla zbudována jako třípodlažní.
Protože divadlo často plnilo také náboženskou roli, nad horními řadami se nacházela malá svatyně, kde se také nacházela socha Pallas Athény. Ta se nyní nachází v Národním archeologickém muzeu.

## Historie
Dle starořeckého nápisu na jednom ze sloupů, které se dochovaly do moderní doby, lze dospět k závěru, že bylo zbudováno na počest římského císaře Antonina Pia, který vládl v polovině 2. století n. l.
Stavba byla kompletně restaurována na přelomu 50. a 60. let 20. století; práce probíhaly od roku 1957. Použit však byl nepůvodní kámen.

## Využití
V současné době slouží amfiteátr především jako turistická atrakce a chráněn je jako kulturní památka. Vstup do areálu je placený.
Konají se zde různé události, jako např. Ammánský mezinárodní knižní veletrh, jsou zde udělovány ceny během místního maratonu, pořádány jsou koncerty apod. Od roku 2017 slouží i pro ammánský operní festival.